# Województwo elbląskie (I Rzeczpospolita)
Województwo elbląskie lub województwo nyderlandzkie (łac. palatinatus elbingensis) – województwo ze stolicą w Elblągu, utworzone (wraz z królewieckim, chełmińskim i pomorskim) przez Kazimierza IV Jagiellończyka po inkorporacji Prus do Korony Polskiej w 1454 roku. Po II pokoju toruńskim zostało przemianowane na województwo malborskie.

## Wojewodowie elbląscy[6]
- Gabriel Bażyński kwiecień - grudzień 1454 (następnie wojewoda chełmiński)
- Otto Machwicz 6 lipca 1457 - 19 maja 1467 (następnie wojewoda pomorski)
  - W latach 1456–1467 wojewodą elbląskim był też tytułowany Ścibor Bażyński[7]